# Gengivite
Per gengivite si intende infiammazione dei tessuti gengivali, caratterizzata da gonfiore, arrossamento, calore e sanguinamento conseguenti all'accumulo di placca. La malattia è reversibile dopo rimozione delle cause responsabili.

## Eziologia
Tutte le specie batteriche che compongono la placca, depositandosi sulle superfici dure del dente, possono causare la patologia.
Quindi tutte le cause che possono favorire l'accumulo della placca sono cofattori associati alla gengivite. Possono essere:
- anomalie morfologiche o strutturali dei denti, come le perle di smalto;
- fratture radicolari
- ricostruzioni dentali incongrue.

Anche alcuni ormoni possono favorire e soprattutto esacerbare la gengivite: prove scientifiche hanno dimostrato l'importanza dei livelli dei cosiddetti ormoni sessuali: androgeni, estrogeni, progesterone. Si riscontrano pertanto gengiviti caratteristiche durante la pubertà e durante la gravidanza, quando l'infiammazione gengivale può causare l'insorgenza di una iperplasia dei tessuti molli nota come epulide.
La malnutrizione continua ad essere causa di gengiviti nei paesi in via di sviluppo: in particolar modo la carenza di vitamina C che porta allo scorbuto, ma anche di vitamina A, B2 e B12, favoriscono la gengivite.
Vari farmaci, appartenenti ai gruppi degli anticonvulsivanti, immunosoppressori, antipertensivi possono causare modificazioni gengivali caratterizzate da un ispessimento abnorme (iperplasia).
Inoltre, il fumo e il consumo di alcol possono favorire o peggiorare l'infiammazione, in quanto, non solo irritano i tessuti gengivali, ma abbassano anche le difese immunitarie della bocca, rendendola più esposta all'azione di agenti patogeni.
Anche alcune patologie sistemiche, come il diabete, l'HIV/AIDS, la leucemia, la leucopenia possono rendere le gengive più vulnerabili, compromettendo la loro capacità di reagire agli attacchi batterici.

## Patogenesi
L'accumulo di placca lungo il margine gengivale scatena una reazione infiammatoria dei tessuti molli. I batteri responsabili sono perlopiù cocchi e bastoncelli Gram positivi anaerobi facoltativi (streptococchi e actinomiceti). Il tartaro non sembra svolgere un'azione diretta contro la gengiva, ma favorendo l'adesione e l'accumulo batterico generalmente aggrava il quadro clinico.
Il deposito di batteri sulle superfici dentali è da solo responsabile dell'infiammazione. Già dopo le prime 24 ore l'epitelio orale è stimolato dai microbi a produrre mediatori proinfiammatori: aumenta la pressione sanguigna locale e la permeabilità vasale, si forma un essudato con le cellule di difesa polimorfonucleate che raggiungono la sede dell'infiammazione e si accumulano nella regione del solco gengivale. I primi segni clinici si riscontrano dopo circa 7 giorni, quando oltre ai polimorfonucleati la zona è raggiunta anche dai globuli bianchi, ed inizia la degenerazione dei fibroblasti (probabilmente per morte cellulare) che sono responsabili della compattezza del tessuto gengivale. Il gonfiore aumenta gradualmente, fino a quando non viene rimosso lo stimolo. Superato un tempo limite, variabile in funzione del sistema immunitario dell'individuo e dell'aggressività delle specie batteriche coinvolte, la gengivite reversibile sfocia in parodontite irreversibile, in quanto l'infiammazione non è più contenuta nella gengiva bensì coinvolge tutti i tessuti parodontali.
Le gengiviti da farmaci determinano l'ispessimento gengivale anche in una dentizione relativamente priva di placca; comportano comunque difficoltà al mantenimento dell'igiene orale, e la presenza di placca concomitante determina un peggioramento del quadro clinico.

## Sintomatologia
L'infiltrato infiammatorio determina edema (gonfiore); l'aumento di pressione del microcircolo provoca rossore e calore; la degenerazione fibroblastica e la dilatazione capillare determina una facilità al sanguinamento. Il dolore è generalmente assente, tranne nei casi in cui la posizione della gengiva infiammata esponga la stessa allo sfregamento dei denti, della lingua o alla contrazione muscolare della bocca.
Una variante, fortunatamente molto rara, denominata gengivite ulcerativa necrotizzante che tende a colpire in forma acuta e a volte ricorrente adolescenti e giovani adulti sottoposti a stress psicologico, è caratterizzata da una sintomatologia aggravata da dolore e sanguinamento spontanei, dovuti ad ulcerazione e necrosi del tessuto gengivale.

## Terapia
La terapia e la prevenzione della gengivite si praticano con un'impeccabile igiene orale. Lo spazzolamento corretto dei denti, due-tre volte al giorno, e l'utilizzo del filo interdentale per rimuovere la placca dalla zona della papilla gengivale è sufficiente a evitare la gengivite e permettere la guarigione. Qualora siano presenti fattori che favoriscono la ritenzione della placca (protesi o otturazioni incongrue, malformazioni dentarie) questi andranno rimossi.
La prescrizione di antibiotici (penicillina o metronidazolo) è indicata solo nei casi più gravi (gengivite ulcerativa necrotizzante o di vecchia data).